# Isle of Man TT 1965
Isle of Man TT 1965 je bila peta dirka motociklističnega prvenstva v sezoni 1965. Potekala je na dirkališču Isle of Man.

## Razred 500 cm³
| Poz | Dirkač           | Država              | Moštvo    | Hitrost   | Čas        | Točke |
| --- | ---------------- | ------------------- | --------- | --------- | ---------- | ----- |
| 1   | Mike Hailwood    | Združeno kraljestvo | MV Agusta | 91.69 mph | 2:28.09.0  | 8     |
| 2   | Joe Dunphy       | Združeno kraljestvo | Norton    | 90.28 mph | 2:30.28.8  | 6     |
| 3   | Mike Duff        | Kanada              | Matchless | 88.09 mph | 2:34.12.0  | 4     |
| 4   | Ian Burne        | Združeno kraljestvo | Norton    | 87.63 mph | 2:35.01.06 | 3     |
| 5   | Selwyn Griffiths | Združeno kraljestvo | Matchless | 87.00 mph | 2:36.08.6  | 2     |
| 6   | Billy McCosh     | Združeno kraljestvo | Matchless | 86.90 mph | 2:36.19.4  | 1     |

## Razred 350 cm³
| Poz | Dirkač           | Država              | Moštvo    | Hitrost    | Čas       | Točke |
| --- | ---------------- | ------------------- | --------- | ---------- | --------- | ----- |
| 1   | Jim Redman       | Rodezija            | Honda     | 100.72 mph | 2:14.55.2 | 8     |
| 2   | Phil Read        | Združeno kraljestvo | Yamaha    | 99.35 mph  | 2:16.44.4 | 6     |
| 3   | Giacomo Agostini | Italija             | MV Agusta | 98.52 mph  | 2:17.53.4 | 4     |
| 4   | Bruce Beale      | Rodezija            | Honda     | 93.29 mph  | 2:25.37.2 | 3     |
| 5   | Griff A.Jenkins  | Združeno kraljestvo | Norton    | 92.61 mph  | 2:26.41.4 | 2     |
| 6   | Gilberto Milani  | Italija             | Aermacchi | 92.49 mph  | 2:26.52.4 | 1     |

## Razred 250 cm³
| Poz | Dirkač            | Država              | Moštvo  | Hitrost   | Čas       | Točke |
| --- | ----------------- | ------------------- | ------- | --------- | --------- | ----- |
| 1   | Jim Redman        | Rodezija            | Honda   | 97.19 mph | 2:19.45.8 | 8     |
| 2   | Mike Duff         | Kanada              | Yamaha  | 94.71 mph | 2:23.26.4 | 6     |
| 3   | Frank Perris      | Združeno kraljestvo | Suzuki  | 93.99 mph | 2:24.32.0 | 4     |
| 4   | Tarquinio Provini | Italija             | Benelli | 93.57 mph | 2:25.10.0 | 3     |
| 5   | Franta Stastny    | Češkoslovaška       | Jawa    | 90.34 mph | 2:30.22.2 | 2     |
| 6   | Dave Williams     | Združeno kraljestvo | Mondial | 88.23 mph | 2:33.58.0 | 1     |

## Razred 125 cm³
| Poz | Dirkač        | Država              | Moštvo | Hitrost   | Čas       | Točke |
| --- | ------------- | ------------------- | ------ | --------- | --------- | ----- |
| 1   | Phil Read     | Združeno kraljestvo | Yamaha | 94.28 mph | 1:12.02.6 | 8     |
| 2   | Luigi Taveri  | Švica               | Honda  | 94.15 mph | 1:12.08.4 | 6     |
| 3   | Mike Duff     | Kanada              | Yamaha | 93.83 mph | 1:12.23.6 | 4     |
| 4   | Derek Woodman | Združeno kraljestvo | MZ     | 92.19 mph | 1:13.40.8 | 3     |
| 5   | Hugh Anderson | Nova Zelandija      | Suzuki | 91.62 mph | 1:14.08.0 | 2     |
| 6   | Ralph Bryans  | Združeno kraljestvo | Honda  | 90.89 mph | 1:14.44.0 | 1     |

## Razred 50 cm³
| Poz | Dirkač        | Država              | Moštvo | Hitrost   | Čas       | Točke |
| --- | ------------- | ------------------- | ------ | --------- | --------- | ----- |
| 1   | Luigi Taveri  | Švica               | Honda  | 79.66 mph | 1:25.16.6 | 8     |
| 2   | Hugh Anderson | Nova Zelandija      | Suzuki | 78.85 mph | 1:26.08.8 | 6     |
| 3   | Ernst Degner  | Zahodna Nemčija     | Suzuki | 77.04 mph | 1:28.10.0 | 4     |
| 4   | Charlie Mates | Združeno kraljestvo | Honda  | 65.61 mph | 1:43.41.4 | 3     |
| 5   | Ian Plumridge | Združeno kraljestvo | Derbi  | 63.43 mph | 1:47.05.4 | 2     |
| 6   | E.L.Griffiths | Združeno kraljestvo | Honda  | 61.35 mph | 1:50.43.0 | 1     |